# Koła terroru
Koła terroru (dun. Døden på larvefødder, ang. Wheels of terror) – powieść wojenna duńskiego pisarza Svena Hassela z 1958.

## Treść

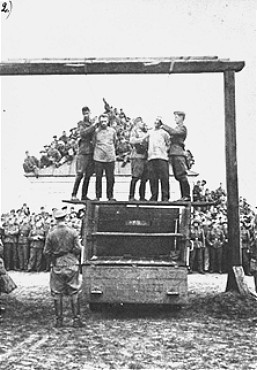
Terror hitlerowski w Żytomierzu – tło akcji powieści

Jest drugą częścią cyklu wojennych powieści, w znacznym stopniu opartych na osobistych przeżyciach autora z okresu służby na prawie wszystkich frontach II wojny światowej, w tym w jednostkach karnych Wehrmachtu. Bohaterami są członkowie 27. Pułku Pancernego (w rzeczywistości nigdy nieistniejącego): Sven (autor, narrator wszystkich powieści Hassela), Joseph Porta (humorystyczny gawędziarz, pochodzący z Berlina), Wolfgang Creutzfeld – „Mały”(olbrzym z nadanym ironicznie przezwiskiem, hamburczyk), Willie Beier – „Stary” (doświadczony starszy sierżant), Gustaw Eicken – „Pluto” (mocarny doker z Hamburga), Alfred Kalb – „Legionista” (były żołnierz Legii Cudzoziemskiej), Hugo Stege, jedyny z wyższym wykształceniem, Julius Heide (doświadczony żołnierz, ale zatwardziały nazista) i inni. Ich losy autor przedstawił na różnych frontach II wojny światowej, koncentrując się na kwestiach brutalności i bezsensowności wojny oraz roli zwykłego żołnierza w wielkim wojennym konflikcie. 
Najważniejszym wątkiem tej części są losy bohaterów na froncie wschodnim – walczących m.in. w okolicach Orła, Czerkasów, Olewska i Żytomierza. Autor opisuje pierwsze spotkanie „Małego”(w tym przekładzie jako „Malutki”) z „Legionistą”, a także okoliczności przybycia Juliusa Heidego, który odgrywa na razie marginalną rolę. Drastyczne opisy dotyczą tortur, jakim poddawano schwytanych przez Rosjan jeńców niemieckich. Wątek humorystyczny, podobnie jak w innych częściach, wnosi opis odwiedzin domu publicznego w Białej Cerkwi.